# Cubalaskeya
Cubalaskeya là một chi ốc biển cỡ nhỏ, là động vật thân mềm chân bụng sống ở biển trong họ Cerithiopsidae. This genus was described by Rolan and Fernandez-Garcés, năm 2008.

## Các loài
Các loài thuộc chi Cubalaskeya bao gồm:
- Cubalaskeya cubana Rolán & Fernández-Garcés, 2008
- Cubalaskeya machoi Espinosa, Ortea & Moro, 2008